# La Marató de 3Cat
La Marató de 3Cat, o La Marató, és un programa especial que s'emet anualment per TV3, habitualment el diumenge abans de Nadal. Aquesta gala solidària impulsada per Televisió de Catalunya i la Fundació La Marató de 3Cat esdevé any rere any un esdeveniment únic en el qual participa gent arreu del país de formes molt variades. La primera edició va tenir lloc el 1992 i, des de llavors, cada any es recapten fons per a la recerca científica, focalitzada en una malaltia concreta.
El seu objectiu principal és recaptar fons per dedicar-los a la recerca i divulgació d'una malaltia o grup de malalties. Amb els anys ha anat augmentant en prestigi i donatius fins al punt de crear el 1996 la Fundació La Marató de 3Cat, que s'encarrega de la gestió dels fons, la tria dels millors projectes científics per al seu finançament i les campanyes de sensibilització pertinents.
Des del 2005 compta amb El disc de la Marató que es ven amb els principals diaris de Catalunya. Fins a l'edició del 2022, la Marató ha destinat en 31 anys d'història més de 239 milions d'euros a 949 projectes de recerca biomèdica.

## Edicions
A continuació es mostra un recull d'informacions generals sobre totes les edicions celebrades.
| Any            | Malalties                                                                  | Presentador/s                                                                  | Durada | Recaptació    | Donacions |
| -------------- | -------------------------------------------------------------------------- | ------------------------------------------------------------------------------ | ------ | ------------- | --------- |
| 1992           | Leucèmia                                                                   | Josep Puigbó (darrer tram)                                                     | 6h     | 1.230.128 €   | 22.914    |
| 1993           | Síndrome de Down                                                           | Magda Valls i Joaquim Maria Puyal                                              | 10h    | 2.352.669 €   | 53.056    |
| 1994           | Càncer de mama i de còlon                                                  | Àngels Barceló i Antoni Bassas                                                 | 13h    | 3.035.331 €   | 62.821    |
| 1995           | Malalties cardiovasculars                                                  | Àngels Barceló i Antoni Bassas                                                 | 13h    | 2.040.443 €   | 43.500    |
| 1996           | Alzheimer, Parkinson, esclerosi múltiple i ELA                             | Elisenda Roca, Àngels Barceló i Antoni Bassas                                  | 13h    | 4.107.795 €   | 90.765    |
| 1997           | Malalties hereditàries: fibrosi quística i distròfia muscular              | Fina Brunet, Ramon Pellicer i Mari Pau Huguet (darrer tram)                    | 13h    | 4.172.090 €   | 86.407    |
| 1998           | Diabetis                                                                   | Mari Pau Huguet, Jordi González i Josep Puigbó                                 | 14h    | 3.945.421 €   | 123.221   |
| 1999           | Trasplantaments d'òrgans                                                   | Fina Brunet, Ramon Pellicer i Mari Pau Huguet                                  | 14h    | 4.685.110 €   | 87.856    |
| 2000           | Esquizofrènia i altres malalties mentals                                   | Júlia Otero i Ramon Pellicer (darrer tram)                                     | 14h    | 4.511.808 €   | 78.808    |
| 2001           | Sida                                                                       | Júlia Otero i Ramon Pellicer                                                   | 16h    | 4.653.496 €   | 124.329   |
| 2002           | Malalties inflamatòries cròniques                                          | Júlia Otero i Ramon Pellicer                                                   | 14h    | 4.518.315 €   | 66.646    |
| 2003           | Malalties respiratòries cròniques                                          | Diversos                                                                       | 14h    | 4.279.265 €   | 73.541    |
| 2004           | Càncer                                                                     | Ramon Pellicer                                                                 | 14h    | 8.712.000 €   | 435.975   |
| 2005           | Alzheimer, parkinson, esclerosi múltiple, ictus i altres malalties mentals | Helena Garcia Melero                                                           | 13h    | 7.722.000 €   | 168.888   |
| 2006 (detalls) | Dolor crònic                                                               | Antoni Bassas                                                                  | 15h    | 6.993.481 €   | 175.992   |
| 2007 (detalls) | Malalties cardiovasculars                                                  | Miquel Calçada                                                                 | 13h    | 7.897.678 €   | 180.000   |
| 2008 (detalls) | Malalties mentals                                                          | Raquel Sans i Lídia Heredia                                                    | 15h    | 6.972.341 €   | 81.484    |
| 2009 (detalls) | Malalties minoritàries                                                     | Josep Cuní                                                                     | 15h    | 7.120.569 €   | 61.838    |
| 2010 (detalls) | Lesions medul·lars i cerebrals adquirides                                  | Albert Om                                                                      | 15h    | 8.735.103 €   | 71.325    |
| 2011 (detalls) | Regeneració i trasplantament d'òrgans i teixits                            | Xavi Coral i Espartac Peran                                                    | 15h    | 8.931.418 €   | 60.920    |
| 2012 (detalls) | Pobresa i exclusió social                                                  | Agnès Marquès i Antoni Bassas                                                  | 13h    | 4.514.076 €   |           |
| 2012 (detalls) | Càncer                                                                     | Ariadna Oltra i Òscar Dalmau                                                   | 15h    | 12.387.634 €  | 80.861    |
| 2013 (detalls) | Malalties neurodegeneratives                                               | Núria Solé i Roger de Gràcia                                                   | 15h    | 11.848.986 €  |           |
| 2014 (detalls) | Malalties del cor                                                          | Mònica Terribas i Quim Masferrer                                               | 15h    | 11.403.593 €  |           |
| 2015 (detalls) | Obesitat i diabetis                                                        | Toni Cruanyes i Ana Boadas                                                     | 15h    | 9.469.226 €   |           |
| 2016 (detalls) | Ictus, lesions medul·lars i cerebrals traumàtiques                         | Ramon Pellicer i Helena Garcia Melero                                          | 15h    | 11.384.148 €  |           |
| 2017 (detalls) | Malalties infeccioses                                                      | Helena Garcia Melero i Ricard Ustrell                                          | 15h    | 9.758.075 €   |           |
| 2018 (detalls) | Càncer                                                                     | Gemma Nierga i Ramon Gener                                                     | 15h    | 15.068.252 €  |           |
| 2019 (detalls) | Malalties minoritàries                                                     | Quim Masferrer                                                                 | 16h    | 14.053.915 €  |           |
| 2020 (detalls) | COVID-19                                                                   | Roger Escapa, Laura Rosel, Raquel Sans, Mònica Terribas i Jordi Basté          | 15h    | 13.864.073 €  |           |
| 2021 (detalls) | Salut mental                                                               | 30 presentadors diferents                                                      | 15h    | 12.147.989 €  |           |
| 2022 (detalls) | Salut cardiovascular                                                       | Helena Garcia Melero, Ariadna Oltra, Agnès Marquès, Eloi Vila i Quim Masferrer | 17h    | 11.206.936 €  |           |
| 2023 (detalls) | Salut sexual i reproductiva                                                | 13 presentadors diferents                                                      | 15h    | 8.232.366 €   |           |
| 2024 (detalls) | Malalties respiratòries                                                    | Albert Om                                                                      |        |               |           |
| Total          | 32 edicions                                                                | 49 presentadors/es                                                             | 465 h  | 247.441.655 € |           |

## Implicació social
Per aconseguir recaptacions, cada any s'organitzen milers d'actes arreu dels Països Catalans. Tota mena d'entitats, organitzacions, col·lectius i voluntaris preparen activitats, fires, tallers, curses i esdeveniments col·lectius que tenen com a finalitat aconseguir diners que es destinin, posteriorment a la investigació científica. Ara bé, altres maneres d'implicar-s'hi són la creació i interpretació de cançons, sent-ne presentador/a, atenent les trucades.
Així doncs, es tracta d’un programa pioner a l’estat espanyol destinat a recaptar fons per a la investigació de diverses malalties que aconsegueix cada any una gran mobilització d’associacions, institucions, entitats i voluntaris anònims.

## Disc
El disc de La Marató és un disc elaborat des del 2004 en el marc de La Marató de 3Cat que conté diversos temes de cantants rellevants. El 2019 es van complir 15 anys del disc amb un concert a la sala La Paloma amb Noa, Miquel Fernández i Miki Núñez, entre d'altres.
- El disc de La Marató 2005[19]
- El disc de La Marató 2006. Si tinguessis dolor crònic, et moriries de dolor obrint aquest CD. Dolor crònic
- El disc de La Marató 2007
- El disc de La Marató 2008. Malalties mentals greus
- El disc de La Marató 2009. Vull saber contra què lluito
- El disc de La Marató 2010. Lesions medul·lars i cerebrals adquirides
- El disc de La Marató 2011. Quan acaba una vida en comencen sis[20]
- El disc de La Marató 2012. Càncer
- El disc de La Marató 2013. Malalties neurodegeneratives
- El disc de La Marató 2014. El cor no avisa. Malalties del cor
- El disc de La Marató 2015. Diabetis i obesitat
- El disc de La Marató 2016. Tots tenim un costat bo, o molt bo. Ictus i lesions medul·lars i cerebrals traumàtiques
- El disc de La Marató 2017. La investigació pot canviar la història. Malalties infeccioses
- El disc de La Marató 2018. La investigació dona vida
- El disc de La Marató 2019. Minories que fan una majoria. Malalties minoritàries[18]
- El disc de La Marató 2020. Aquesta Marató toca a tothom
- El disc de La Marató 2021. Per la salut mental.
- El disc de la Marató 2022. Per la salut cardiovascular
- El disc de la Marató 2023. La Marató que dona llum. Per la salut sexual i reproductiva
- El disc de la Marató 2024. Per les malalties respiratòries.

## Llibre
El llibre de La Marató és un llibre elaborat des del 2008 en el marc de La Marató de 3Cat escrits per escriptors i escriptores en llengua catalana, que es ven a les llibreries des d'unes setmanes abans del programa.
- El llibre de La Marató 2008. Vuit relats contra les malaties mentals greus.[21]
- El llibre de La Marató 2009. Nous relats contra les malaties minoritàries. "Vull saber contra què lluito".[22]
- El llibre de La Marató 2010. Vuit relats contra les lesions medul·lars i cerebrals adquirides.[23]
- El llibre de La Marató 2011. Onze autors per la regeneració i el trasplantament d'òrgans i teixits.[24]
- El llibre de La Marató 2012. Tot està per fer i tot és possible.[25]
- El llibre de La Marató 2013. La solidaritat no degenera.[26]
- El llibre de La Marató 2014. Malalties del cor.[27]
- El llibre de La Marató 2015. 1 de cada 4.[28]
- El llibre de La Marató 2016. Tots tenim un costat bo, o molt bo.[29]
- El llibre de La Marató 2017. La investigació pot canviar la història.[30]
- El llibre de La Marató 2018. La investigació dona vida.[31]
- El llibre de La Marató 2019. Minories que fan una majoria.[32]
- El llibre de La Marató 2020. Aquesta Marató toca a tothom.
- El llibre de la Marató 2021. La Marató que trenca murs.
- El llibre de la Marató 2022. La Marató sempre batega.

## Espot
L'espot del 2006, que protagonitzaven dos ximpanzés, va rebre cinc guardons. El de l'any 2009, contra les malalties minoritàries, va ser premiat al Publifestival amb el segon premi de la categoria de millor companyia anunciant. La Marató també rebé els premis del Festival de Sant Sebastià i del Festival Iberoamericà de la Publicitat per l'espot de l'any 2008.

## Audiència
|                       | Audiència | Audiència |
| Mitjana d'espectadors | Quota     |           |
| --------------------- | --------- | --------- |
| 2006                  | 496.000   | 24,8%     |
| 2007                  | 340.000   | 16,3%     |
| 2008                  | 354.000   | 17,2%     |
| 2009                  | 383.000   | 17,6%     |
| 2010                  | 438.000   | 21,2%     |
| 2011                  | 379.000   | 17,3%     |
| 2012                  | 150.000   | 13,2%     |
| 2012                  | 396.000   | 18,9%     |
| 2013                  | 459.000   | 21,1%     |
| 2014                  | 409.000   | 19,5%     |
| 2015                  | 311.000   | 15,1%     |
| 2016                  | 290.000   | 14%       |
| 2017                  | 302.000   | 14,9%     |
| 2018                  | 336.000   | 18,7%     |
| 2019                  | 381.000   | 22,7%     |
| 2020                  | 354.000   | 20,3%     |
| 2021                  | 293.000   | 20,2%     |
| 2022                  | 216.000   | 13,6%     |
| 2023                  | 215.000   | 16,6%     |
| 2024                  |           |           |

## Fundació
La Fundació La Marató de 3Cat va ser creada l'any 1996 per la Corporació Catalana de Ràdio i Televisió (CCRTV) amb la intenció de fomentar i promoure la recerca científica d'excel·lència i, al mateix temps, sensibilitzar la població sobre la importància de la investigació mèdica. L'objectiu s'aconsegueix fonamentalment mitjançant la recaptació de donacions a través del programa televisiu la Marató. La Fundació és dipositària i administradora dels diners que provenen fonamentalment de les aportacions solidàries que la ciutadania fa a TVC a través del programa La Marató de 3Cat.
El 2001 va rebre una Placa Narcís Monturiol i el 2016 va ser guardonada amb una Creu de Sant Jordi.

### Objectius
Des de la seva creació, s'ha constituït com a nexe principal entre la ciutadania i La Marató de 3Cat. Per tant, treballa per a aconseguir la participació del major nombre de centres escolars i cívics en la campanya de sensibilització i difusió.
Anualment, selecciona els millors projectes de recerca biomèdica de cada convocatòria, així com fer-ne un seguiment acurat al llarg de la seva durada, controlant-ne la despesa i el desenvolupament científic i informa la ciutadania dels resultats dels treballs. També procura que el teixit empresarial del país es vinculi amb La Marató, amb l’objectiu de reforçar-ne el suport social i incrementar-ne els recursos.
En aquesta línia, Lluís Bernabé -director de la Fundació- admet que:
| «                                                        | El programa ha sigut com un mirall que ha permès veure com de vulnerables som, descobrir la importància de la recerca, i, la tercera cosa, que junts podem aconseguir un munt de recursos. | » |
| — Lluís Bernabé, Entrevista a El Matí de Catalunya Ràdio | |   |

### Impacte social
Des del 1992, La Marató de 3Cat ha recaptat prop de 230 milions d'euros i ha finançat un total de 985 projectes de recerca biomèdica d'excel·lència, que es desenvolupen en diversos centres hospitalaris i/o universitaris catalans i internacionals. Més de 9.000 investigadors s'han beneficiat directament del suport econòmic de La Marató. Els fons gestionats amb total rigor, transparència i responsabilitat per la Fundació La Marató de Cat dinamitzen l'activitat científica i econòmica del país, estimulen noves línies d'investigació i promouen la creació i la consolidació d'equips d'investigació. Des de la rigorosa selecció dels treballs de recerca fins a l'exposició dels seus resultats, la Fundació coordina un complex cicle que té un impacte positiu en la salut dels ciutadans.
La Fundació canalitza els fons recaptats i informa amb transparència de la seva destinació. En aquest sentit, i després del procés de selecció, els projectes d'investigació escollits estan sotmesos a un acurat seguiment econòmic i científic, en aquest cas per l'Agència d'Avaluació de Tecnologia i Recerca Mèdiques, del Departament de Salut.
L'exdirectora de la Fundació La Marató de Cat, Carme Basté, va exposar a la sèrie documental de TV3 La Meva que:
| «                                     | Amb La Marató és el moment que fem més de televisió pública, i és el moment en què és veu més patent la nostra responsabilitat social. | » |
| — Carme Basté, Programa La Meva (TV3) | |   |

D'altra banda, l'actual president de la Fundació Lluís Bernabé va reconèixer, en una entrevista, que:
| «                                        | Amb La Marató tothom s'hi implica molt, sempre esforçant-se pels altres, demostrant una generositat única | » |
| — Lluís Bernabé, Entrevista El Periódico | |   |